# Heinrich Friedrich Niemeyer
Heinrich Friedrich Niemeyer (* 11. Dezember 1853 in Schladen; † 29. Februar 1920 in Hatton Vale (Queensland, Australien)) war ein apostolischer und neuapostolischer Geistlicher und Apostel. Er ist der Gründer der Apostolic Church of Queensland.

## Herkunft
Heinrich Friedrich Niemeyer wurde in Schladen im Harz geboren. Er gehörte als Kind zu den ersten Gemeindemitgliedern, die durch Apostel Carl Wilhelm Louis Preuß am 25./26. Juli 1864 versiegelt wurden. Im Haus seiner Mutter fanden schon früh Gottesdienste der Allgemeinen christlich apostolischen Mission statt. Später empfing er das Priester und 1883 das Evangelistenamt.
1883, im Alter von 30 Jahren, wanderte er nach Australien aus. Am 23. Juni 1883 kam H. F. Niemeyer zusammen mit seiner Frau und drei Kindern in Queensland an. Er ließ sich in Hatton Vale nieder. Dort begann er für den apostolischen Glauben zu missionieren und eine Gemeinde zu sammeln. Diese bestand überwiegend aus deutschen Auswanderern.

## Ordinationen u.a.
- Priester
- 1883 Evangelist
- 25. Juli 1886 Apostel – Missionsfest in Osterode am Fallstein durch Apostel Menkhoff und Krebs

## Tätigkeit als Apostel
1886 wurde er auf einem Missionsfest im Harz von Apostel Friedrich Wilhelm Menkhoff und Apostel Friedrich Krebs (Geistlicher) nach vorhergegangener prophetischer Berufung zum Apostel ausgesondert, damit er nach seiner Rückkehr nach Australien dort selbstständig arbeiten konnte.
1906 besuchte er wieder Europa und nahm als ältester Apostel oder auch "Apostelältester" an einer Apostelversammlung teil. Auf dieser Versammlung wollte Niemeyer seine Vorstellungen durchsetzen, was ihm nicht gelang. Anscheinend hatte er auch schon 1906 in Niedersachsen und im Rheinland für die Auswanderung geworben. Niemeyer hatte deutsche Landsleute für die Regierung in Queensland als Farmer gewonnen. Der englischen Regierung in Queensland waren deutsche Immigranten lieber als englische, weil jene das Land urbar machten und bestellten.

## Auswandererwerbung
Niemeyer warb, wohl vor allem oder ausschließlich in den Apostolischen Gemeinden, für eine Auswanderung nach Australien. Jedoch waren die Verhältnisse für die deutschen Auswanderer nicht so rosig, wie sie geschildert wurden. Es beschwerten sich etliche Auswanderer, dass sie dort in Armut leben mussten. Die deutschen Apostel und der Stammapostel reagierten hierauf mit der Herausgabe eines Flugblattes, in dem vor der Auswanderung unter falschen Vorstellungen gewarnt wurde.

## Bruch mit Niehaus
Ab 1906 verschlechterte sich das Verhältnis zwischen Niemeyer und Stammapostel Hermann Christoph Niehaus immer mehr. Niemeyer war mit den Entwicklungen in den europäischen neuapostolischen Gemeinden nicht einverstanden. Er lehnte das Stammapostelamt ab und befürwortete eine starke Autonomie eines jeden einzelnen Apostels in seinem Arbeitsbereich. Seine Vorstellungen trafen jedoch bei den meisten anderen Aposteln nicht auf Gegenliebe. Niemeyer distanzierte sich in der Folge immer stärker von Niehaus. Später lehnte er sowohl Niehaus als auch die mit Niehaus verbundenen Apostel – den Apostelring – als "falsche Apostel" ab.

## Bruch mit der Neuapostolischen Kirche
Oftmals wird behauptet, dass Heinrich Friedrich Niemeyer auf Grund der Kritik am Stammapostelamt, sowie der Kritik an der "Lehre vom Neuen Licht" von Stammapostel Niehaus vom Apostelamt suspendiert und aus der Kirche ausgeschlossen worden sei. Nach neueren Erkenntnissen entspricht das nicht den Tatsachen. Vielmehr muss davon ausgegangen werden, dass Niemeyer 1911 aus dem Apostelkreis ausgeschlossen wurde, dieses aber nicht gleichzeitig bedeutete, dass er exkommuniziert gewesen sei oder seines Amtes als Apostel enthoben wurde.
In der ersten Jahreshälfte 1912 haben anscheinend die europäischen Apostel unter Leitung von Niehaus den ausgewanderten Priester Jakob Dietz in Australien als Priester bestätigt, um dort Seelsorger für die von Niemeyer Verstoßenen zu sein. Im Sommer 1912 reagierte Niemeyer darauf. Am 11. August 1912 soll in einem australischen Gottesdienst die Anweisung durch Weissagung gekommen sein, dass man, insbesondere Niemeyer, nicht mehr für Niehaus beten dürfe, da Gott ihn verworfen habe. Niemeyer publiziert dieses in einem Aufruf und schreibt am 14. August in einem Brief weitere Erklärungen dazu.
Ende August 1912 wurden in einer vertraulichen Mitteilung alle Gemeindevorsteher darüber informiert, dass sich Niemeyer von der Einheit der Apostel getrennt habe. Als Gründe werden die versuchte Verdrängung des Stammapostels, und die Organisation der Auswanderungswelle nach Australien genannt, die hinter dem Rücken des Stammapostels stattgefunden hatte. Erwähnt werden auch Briefe aus Australien, in denen die erbärmlichen Umstände der Ausgewanderten geschildert werden.

## Nach dem Bruch
Niemeyer nannte nun seine Kirche Apostolische Einheits-Kirche, oder auch Echt-Apostolische Kirche. Niemeyer selbst reiste nach Ostern 1913 zusammen mit seiner Frau und den Evangelisten Johann August Richter und Kirchner nach Deutschland, wo er einige Apostel berief. Um ihn bildeten sich einige Gemeinden, die sich "Echt-Apostolische Gemeinden" nannten.
Während des Ersten Weltkrieges war Niemeyer als Deutscher interniert. Dadurch verschlechterte sich sein Gesundheitszustand sehr und recht kurz nach seinem Freikommen verstarb er 1920. Sein Sohn Wilhelm Niemeyer war bereits 1912 als Apostel ordiniert worden und übernahm die Kirchenleitung.